# Септа (частина клану)
Септа (англ. sept) — частина сім'ї, особливо клану, можливо, змінена форма від septum (з лат. — «обгороджене місце»).
Існує як в Ірландії, так і в Шотландії. Іноді використовується для перекладу ірл. sliocht (сім'я), що означає чиїхось нащадків (тобто Sliocht Brian Mac Diarmata означає нащадків Браяна Мак Дермота). В англійську мову це слово прийшло як Sil[джерело?].

## Споріднені септи
Сил використовувався всередині сімейства або клану як спосіб відрізнити одну групу людей від іншої. Наприклад, сім'я на ім'я Мак ін Бард могла ділитися на септи Сил Шон мак Бріан, Сил Конхобар Ог, Сил Шон Конн, Сил Ку Коннахт. Кожна з цих окремих ліній могла ділитися на подальші септи, які, в свою чергу, іноді вели до нових прізвищ і/або до появи сімей, визнаних кланами зі своїми власними правами. Такий тип септи був поширеним у Шотландії.

## Шотландські септи
В Шотландії септа — це часто сім'я, поглинена більшим шотландським кланом з міркувань обопільної вигоди. Наприклад, септу сім'ї Бернсів поглинув клан Кемпбеллів. Сім'я Бернсів, бувши вкрай нечисленною і не маючи великої спадщини, досягла визнання і захисту, а клан Кемпбелл поглинув потенційного суперника, якому Британія могла б надавати в Шотландії заступництво. У кожному шотландському клані, як правило, кілька септ, кожен володіє власним прізвищем. Септи мають право носити тартан клану, хоча часто мають і власний. Також поширені родинні септи (див. вище).

## Ірландські септи
В Ірландії слово «септа» використовується для позначення групи людей, що мають як спільне прізвище, так і спільне походження. Донедавна ірландські септи часто називалися кланами, хоча в Ірландії не було кланової системи, аналогічної шотландській. Споріднені ірландські септи належать більшим групам, іноді званим племенами, таким як Дал Кас, Ві Нейлл, І Фіахрах, І Майн і т. д.